# (3618) Kuprin
(3618) Kuprin (1979 QP8) – planetoida z pasa głównego asteroid okrążająca Słońce w ciągu 5,6 lat w średniej odległości 3,15 au Odkrył ją Nikołaj Czernych 20 sierpnia 1979 roku.